# Carme Gil i Llopart
Carme Gil i Llopart   (Barcelona, 25 de juny de 1868 - 13 de juliol de 1966) comtessa de Vilardaga, fou una col·leccionista catalana, membre d'una coneguda família barcelonina.

## Col·leccionisme
Neboda de Pau Gil i Serra, fou una gran col·leccionista de temes relacionats amb la moda. Un exemple és la seva col·lecció de llibres, que es poden trobar en el fons antic del Centre de Documentació del Museu del Disseny de Barcelona, datats entre el segle xvii i les primeres dècades del xx. Moltes de les peces d'aquesta col·lecció van ser adquirides durant la seva permanència a París, en el primer terç del segle xx.
Carmen Gil va llegar la seva col·lecció a l'Ajuntament de Barcelona, que la va rebre el 1967 de mans de Leopold Gil i Nebot i que va passar a formar part del fons del Museu Tèxtil i d'Indumentària.

## Exposicions
A més de l'exposició permanent del Museu Tèxtil, la seva col·lecció s'ha mostrat a diverses exposicions temporals:
- 1928 - Els XII[10]
- 1933 - Magatzems Jorba: exposició de vestits regionals i d'època[11][12][13]
- 2010 - Imatges de Moda